# マントヴァーニ

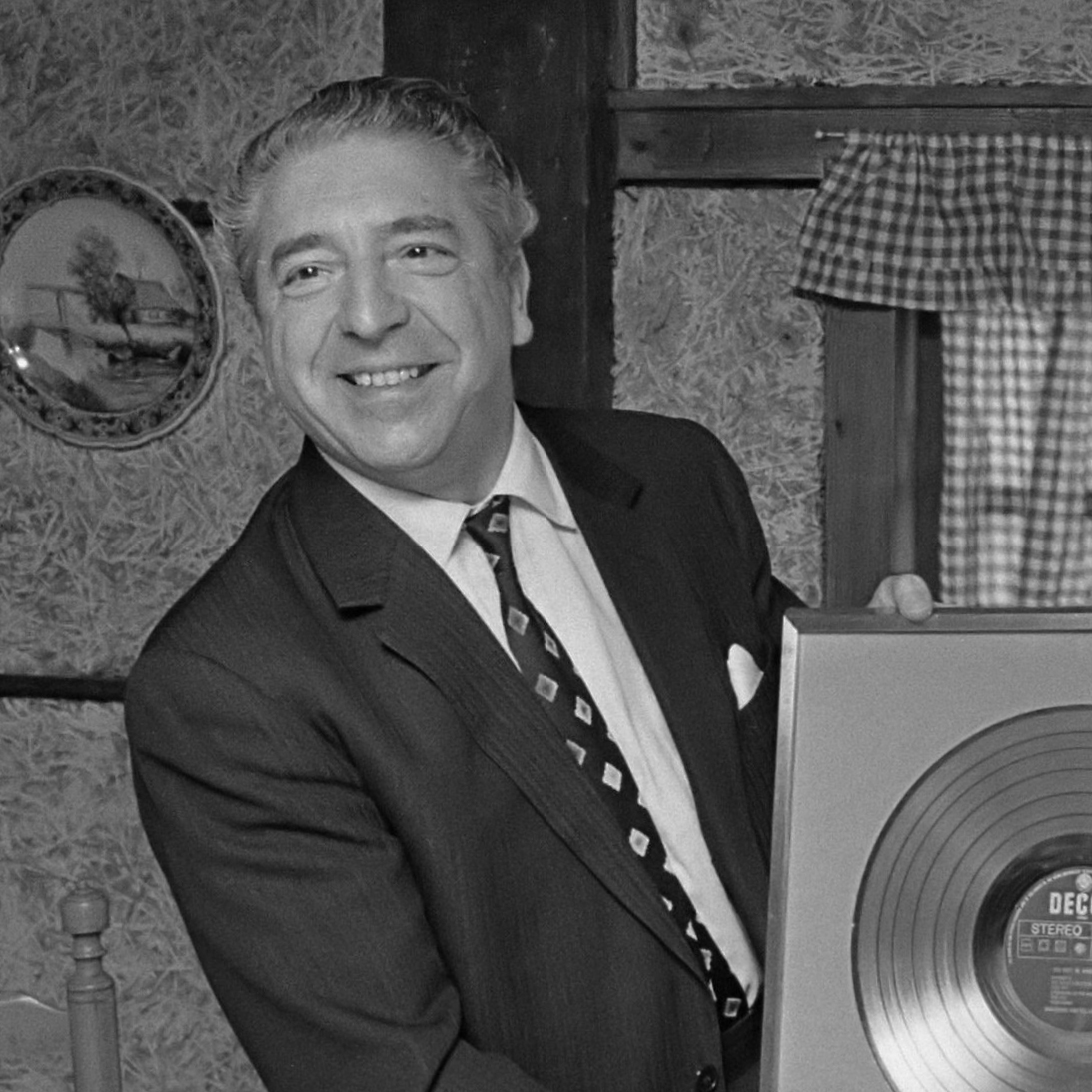
マントヴァーニ（1970年）

マントヴァーニ（Mantovani, 1905年11月15日 - 1980年3月29日）は、イギリスの編曲者、指揮者。本名は、アンヌンツィオ・パオロ・マントヴァーニ（Annunzio Paolo Mantovani）。多くのミリオンセラーヒットを持つ。

## 人物・来歴
1905年、イタリア・ヴェネツィア生まれ。父親はヴァイオリニスト。4歳の時、家族揃ってロンドンへ移住する。マントヴァーニのプロ・ミュージシャンとしてのスタートは、ロンドンのメトロ・ポール・ホテルの小編成のサロン・オーケストラを率いてであった。
1940年、イギリスのレコード会社デッカと契約し、亡くなるまでの40年間に延べ767曲を録音した。『シャルメーヌ』『グリーンスリーヴス』『ムーランルージュのテーマ』『80日間世界一周』等の曲をヒットさせ、ストリングスを巧みに駆使したイージーリスニング界の第一人者の一人として君臨した。
アメリカのビルボード誌にNo.1ヒットはなかったものの、チャートインした曲は12曲あった。1953年11月4日に行なわれた、デッカ・レコード社初のステレオ実験は、マントヴァーニ楽団の演奏を録音して行なわれた。1980年死去。74歳没

## カスケーディング・ストリングス
マントヴァーニ・オーケストラの大きな特徴は、カスケーディング・ストリングスと呼ばれる、滝が流れるような (=cascading) きらびやかな効果を得る編曲法で演奏されていることである。ヴァイオリン・セクションを4パート程度に分け、メロディの一部分をそれぞれのヴァイオリン・パートが代わる代わる演奏する。つまり、この編曲法では完全な主旋律を演奏しているヴァイオリン・パートは1つもない。こうして、電気的エフェクトを一切使わず生演奏だけでヴァイオリン・セクションにリバーブがかかったような効果を得る。エフェクターを使っていないので、生演奏でも同様に聞こえる。専属編曲家でオルガン奏者のロナルド・ビンジが、教会のオルガンを演奏するときの残響から着想を得た。

## 代表曲
- 「シャルメーヌ」Charmaine（全米ヒットチャート最高位：10位（1951年11月17日付））
- 「ムーラン・ルージュのテーマ」The Moulin Rouge Theme（全米ヒットチャート最高位：8位（1953年5月16日付））
- 「グリーンスリーヴス」Greenslleves（全米ヒットチャート最高位：25位（1952年3月15日付））
- 「80日間世界一周」Around The World（全米ヒットチャート最高位：12位（1957年6月10日付））
- 「スウェディッシュ・ラプソディー」Swedish Rhapsody（ヒューゴ・アルヴェーン作曲『スウェーデン狂詩曲』第1番「夏至の徹夜祭」の編曲）
- 「歌は終わりぬ」（FM東海→エフエム東京（TOKYO FM）の放送終了時（現在は日曜深夜の放送休止時）に演奏されている）